# Яшин, Александр Яковлевич
Алекса́ндр Я́ковлевич Я́шин (настоящая фамилия Попо́в; 14 (27) марта 1913, Блудново, Никольский уезд, Вологодская губерния, Российская империя — 11 июля 1968, Москва, СССР) — русский советский прозаик, поэт, журналист и военный корреспондент. Лауреат Сталинской премии второй степени (1950). Член ВКП(б) с 1941 года. Участник Великой Отечественной войны.
Произведениям А. Я. Яшина присущи светлое настроение, лиричность, поэтизация черт нового в облике, жизни и работе человека труда; в поздний период к радостным «весенним ожиданиям» добавилась горькая ирония и скорбь о пережитых утратах, а также острота испытанных чувств любви, радости и мук творчества, восприятия природы и тема смерти.

## Биография
Родился (14) 27 марта 1913 года в деревне Блудново (ныне Никольского района Вологодской области) в крестьянской семье (хозяйство считалось бедняцким). Дед поэта, Михаил Михайлович (†1928), трижды прошёл Волгу бурлаком, позже освоил ремесло кузнеца и лудильщика, знал грамоту. Отец, Яков Михайлович, погиб на фронте в самом начале Первой мировой войны. Мать, Евдокия Григорьевна, повторно вышла замуж, в двух браках имела семь детей, Александр был старшим. Отчим мечтал сделать пасынка основным своим помощником в крестьянском хозяйстве, но окончив в 1922 году трёхклассную местную школу, Саша переехал в Никольск (понадобилось собрать сход жителей, чтобы преодолеть противление этому отчима) продолжать учёбу. Поступил в педагогический техникум, через два года стал заниматься там в литературном кружке «Наше творчество», в котором был на руководящих позициях. Несмотря на болезнь (туберкулёз) активно участвовал в общественной жизни, писал в стенгазету. За своё увлечение творчеством Есенина, подвергавшегося в то время обвинениям в чуждой идеологии, не был принят в комсомол. Начал писать свои стихи и псевдонимом выбрал себе фамилию Яшин (вероятно в память о рано ушедшем из его жизни отце Якове). В воспоминаниях в 1963 году писал «Я с детства знал, что буду поэтом». По словам Владимира Солоухина, «крестьянский сын Александр Яшин сам сформировал себя как личность, собственным трудом и волей».
Яшин вступил в ВАПП, был избран делегатом I Северо-Двинского губернского съезда пролетарских писателей (1928), через три года получил приглашение на I краевой съезд Северной ассоциации пролетарских писателей. Печатался с 1928 года.
В 1931 году окончил педагогический техникум в городе Никольске, учительствовал в Чёбсарском районе, много читал, писал стихи, сотрудничал в вологодских и архангельских газетах, в 1931 году опубликовал свои стихи в московском журнале «Колхозник». С 1932 года жил в Вологде, где работал литературным сотрудником в газете «Красный Север», на радио, а через год — уже в Архангельске. Первый сборник стихотворений «Песни Северу» увидел свет в 1934 году в Архангельске. Незадолго до Первого съезда советских писателей (17 августа — 1 сентября 1934) стал председателем оргкомитета его вологодского отделения, делегатом участвовал в работе Съезда. Познакомился с А. Сурковым, Н. Брауном и Ал. Прокофьевым, поэзия которого была настолько близка ему, что попросился к нему в ученики.
В 1935 году переехал в Москву. Среди известных московских адресов Яшина — Лаврушинский переулок, 17. Учился на вечернем отделении в Литературном институте имени А. М. Горького, который окончил в 1941 году.
С началом Великой Отечественной войны подал заявление в Коммунистическую партию (принят 12 июля 1941 года), ушёл добровольцем на фронт («Решил быть на войне, всё видеть, во всём участвовать. Сейчас будет делаться новая история мира, и тут бояться за свою жизнь стыдно…») и в качестве военного корреспондента и политработника участвовал в обороне Ленинграда (на Ораниенбаумском плацдарме) и Сталинграда, в освобождении Крыма, старший политрук. В 1942—1943 годах изданы его сборники стихов «На Балтике было» и «Город гнева».
В послевоенные годы много ездил по стране: поездки на Север, на Алтай, на строительство гидроэлектростанций, на целину (1954), где окончил полуторамесячные курсы трактористов, на Дальний Восток (1959—1960). Впечатления от увиденного нашли отражение в сборниках стихов «Земляки» (1946), «Советский человек» (1951), в поэме «Алёна Фомина» (1949). В начале 1960-х, остро почувствовав необходимость возвращения в родные места, построил себе дом на Бобришном угоре над Юг-рекой, в эти годы им были написаны книги «Босиком по земле», «День творения», «Вологодская свадьба», «Угощаю рябиной».
В выступлении на II съезде писателей СССР (декабрь 1954) признал свою долю вины за то, что литература сталинского времени была неискренней, объяснив это недостатком гражданского мужества, призвал вернуть поэзию С. А. Есенина советской литературе. С этого времени творчество Яшина коренным образом изменилось, в каждом произведении он стремился к максимальной честности. В эти годы написаны «Память», «Не только слова» и другие стихотворения, в том числе известное «Спешите делать добрые дела» (1958), последняя строка из которого стала крылатой.
Мечтал о многом,
Много обещал…
В блокаде ленинградской старика
От смерти б спас,
Да на день опоздал,
И дня того не возвратят века.
Теперь прошел я тысячи дорог –
Купить воз хлеба, дом срубить бы мог.
Нет отчима,
И бабка умерла…
Спешите делать добрые дела!

Рассказ «Рычаги» (1956) о подавлении личности партийным аппаратом не переиздавался до времён перестройки.
Последние три месяца жизни боролся с онкологическим заболеванием в тяжёлой форме, в больнице его навещали К. Симонов, Л. Лиходеев, В. Белов, ему писали К. Паустовский, А. Твардовский. Умер от рака 11 июля 1968 года в Москве. По завещанию похоронен на высоте Бобришного угора.

## Творчество
«Чем больше лет отделяет нас от А. Яшина, тем более масштабным представляется его творчество, более значительными — духовные искания». Алла Рулёва

Свой стиль сам Яшин определял как долгую и упорную борьбу между «живыми» (в его собственном определении — с живым человеческим чувством) и «мертвыми» (зарифмовывание готовых фраз). К первым относились поэмы «Сын» (1938; позже печаталась под названием «Мать и сын»), «Алёна Фомина» (1949), стихотворения сборников «Земляки» (1946), «Советский человек» (1951), «Свежий хлеб» (1957). Перелом наступил к 1954 году, но созданное им в эти годы отличалось неровным качеством — подражательные стихотворения («В родном дому»), слабая проза («Единомышленники») соседствовали с такими стихотворениями, как «Нищий», как прославивший автора рассказ «Рычаги».
В конце жизни Яшин расценивал свою прозу как искупление вины перед самим собой за слишком долгое пренебрежение ей в своём литературном творчестве. Рассчитывал написать задуманное, прожитое, осмысленное. В своём дневнике перечислял названия произведений в прозе «Выскочка», «Слуга народа», «Директива», «Баба-яга», «Для кого строился дом», «Стечение обстоятельств». Некоторые, почти законченные произведения, так и не были им опубликованы. Опубликованные «Короткое дыхание», «Первое путешествие Маринки», «Открывать здесь» можно считать не затрагивающими для писателя основных его тем, проходными, хотя именно острые социальные чутьё и самосознание были основной движущей его творчество силой.
Героями произведений Яшина выступали советские солдаты, попавшие в окружение, мирные люди, ставшие послушными рычагами партийно-бюрократического руководства, люди труда и приспособленцы, различные бытовые персонажи; темами — сложности в жизни послевоенной колхозной деревни, стыд за собственную гражданскую позицию, проповедь гуманности, человеколюбия, «проклятые вопросы» бытия, любовная лирика.
Поэзию Яшина сравнивали со своеобразным — со своими настроем и темой — музыкальным инструментом, дополняющим и обогащающим своим звучанием могучий оркестр советской поэзии, что раздвигало литературные горизонты, открывало новые жизненные грани. Он ввёл в советскую поэзию северную деревню, её жителей, их обычаи, окружающую природу и Вологодчину, бывшую для него символом Родины.
Творчество Яшина и получало высокое одобрение (Сталинская премия за поэму «Алёна Фомина»), и подвергалось жестокой критике за «очернение советской действительности» (рассказ «Рычаги», повесть «Вологодская свадьба»).

## Семья

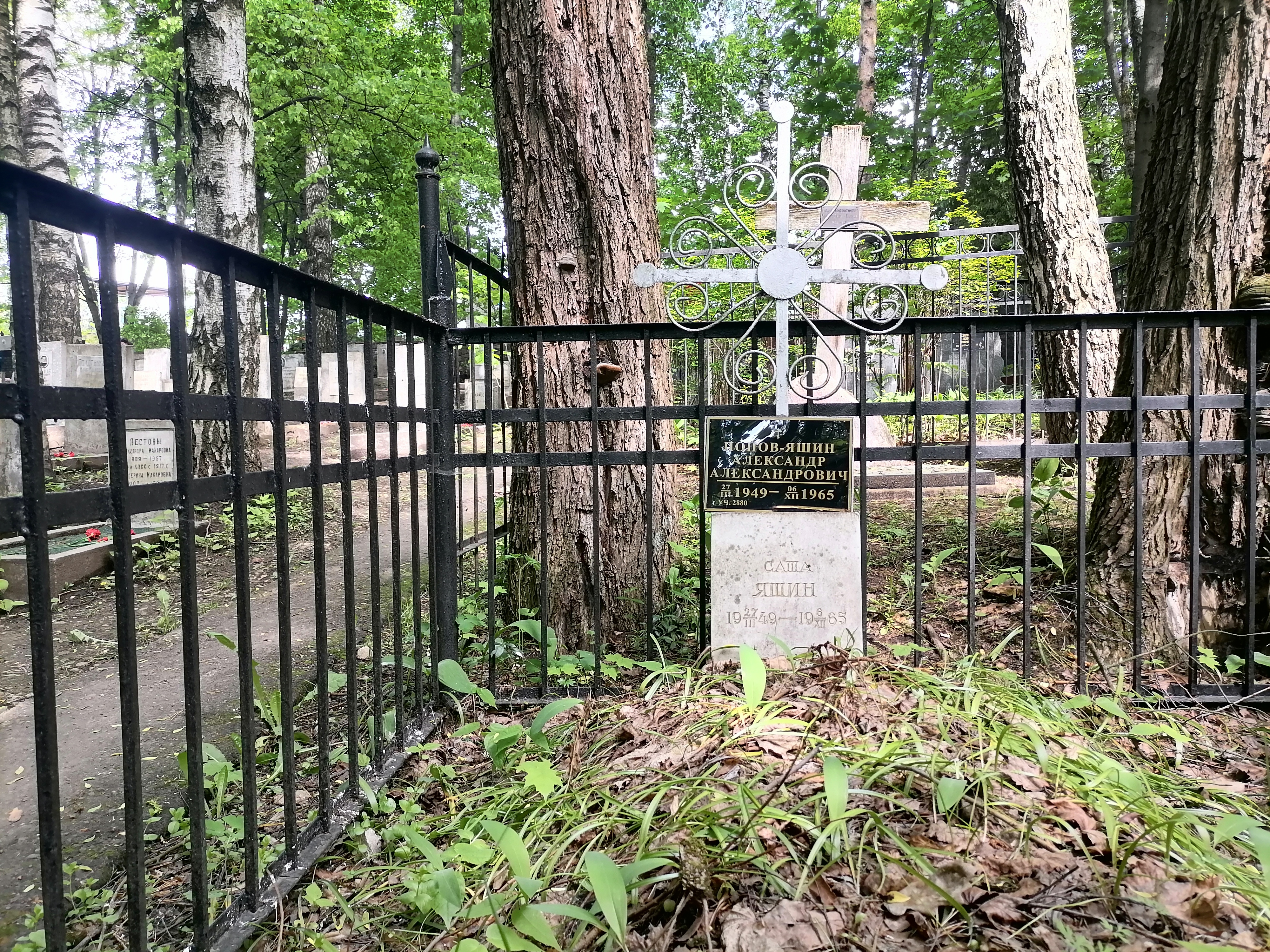
2022 год. Могила Саши Попова-Яшина (1949—1965) на Переделкинском кладбище.

Яшин был трижды женат. Первая жена — Елена Сергеевна Смирницкая. Вторая жена — Галина Александровна Громыко. Третья жена — Злата Константиновна Ростковская. Дети:
- От первого брака: Яков[24] Смирницкий (фамилия жены) (1937 г.р.), Татьяна[24] Смирницкая (по мужу Чалова) (1939 г.р.), Нина Яшина, по мужу Торшина (1943 г.р.).
- От третьего брака: Александр Яшин (1949—1965), застрелился, похоронен в Переделкино[26]; Наталья (род. 1945)[27]; Злата (род. 1947)[28]; Михаил Яшин (род. 1953)[29]

Одним из самых сильных увлечений Яшина была поэтесса Вероника Тушнова (1911—1965), документальных свидетельств этой любви, в силу специфики советского менталитета, нет. Лишь Фёдор Абрамов однажды смог опубликовать в газете «Северная Правда» то, что знал об этом.
Известное стихотворение Тушновой, «Не отрекаются, любя», предположительно, написанное в 1944 году, в 1970-е годы было положено на музыку композитором Марком Минковым и исполнено А. Пугачёвой. Тушнова посвятила Яшину цикл стихотворений «Сто часов счастья». Жена Яшина ответила на стихотворение «Сто часов счастья», давшее название циклу, стихотворением со строчками: «Сто часов счастья взяла и украла». Яшин тяжело переживал смерть Тушновой, умершей от скоротечного опухолевого заболевания вскоре после его решения прекратить их отношения. Памяти Тушновой посвящены его стихотворения «У надгробья», «Навсегда», «Заклинание».

## Увековечение памяти поэта
В Вологде (мемориальная доска на д. 94 по Советскому проспекту) и Никольске именем Александра Яшина названы улицы.
Имя поэта носит школа-интернат в Никольске, ему поставлен памятник и открыт музей в Никольске.
Мемориальный комплекс А. Я. Яшина (Бобришный угор; деревня Блудново Никольского района Вологодской области) открыт решением Вологодского облисполкома 10 октября 1989 года; включает дом, построенный в 1962 году, и могилу поэта с памятником-надгробием, которые являются памятником регионального значения.

## Произведения

### Книги стихов
- 1934 — «Песни Северу». Архангельск : Севкрайгиз, (Вологда : школа ФЗУ Севкрайполиграфа). 59 с.
- 1938 — «Северянка». Москва : Гослитиздат, (17 ф-ка нац. книги). 72 с.
- 1941 — «Стихи». Архангельск : Архангельское обл. изд-во. 130 с.
- 1957 — «Свежий хлеб». Москва : Сов. писатель. 143 с.
- 1961 — «Совесть». Москва : Сов. писатель. 122 с.
- 1965 — «Босиком по земле». Москва : Сов. писатель. 170 с.
- 1968 — «День творенья». Москва : Сов. писатель. 206 с.;
- 1968 — «Бессоница». Лирика. Москва : Сов. Россия, 1968. 336 с.

### Поэмы
- 1940 — «Мать». Москва : Гослитиздат. 80 с.
- 1943 — «Город гнева». Москва : Молодая гвардия. 44 с.
- 1950 — «Алёна Фомина». Москва : Сов. писатель, (Л. : тип. № 3 Упр. изд. и полиграфии). 207 с., 1 л. портр.

### Рассказы
- 1956 — «Рычаги» // Литературная Москва : литературно-художественный сборник московских писателей. — Сборник второй. М. : Гослитиздат. С. 502—513.
- 1974 — «Угощаю рябиной». Москва : Сов. писатель. 320 с.

### Повести
- 1957 — «В гостях у сына» // опубликована в 1987, «Москва», № 12
- «Слуга народа»
- «Баба яга»
- «Вологодская свадьба»[39]
- «Сирота»
- «Выскочка»

### Дневники и письма
- 1977 — «Дневники 1941—1945» // «Октябрь», 1975, № 4,№ 5, отд. изд. М., 1977.
- 1980 — «Бобришный Угор». Из дневников последних лет // «Октябрь», 1980, № 1-2
- 1975 — письма военных лет. // «Дружба народов», 1975, № 5.

## Награды и премии
- Сталинская премия второй степени (1950) — за поэму «Алёна Фомина» (1949)[40]
- орден Красной Звезды (28.7.1945; был представлен к ордену Отечественной войны I степени)
- медаль «За боевые заслуги» (29.1.1943; был представлен к ордену Красной Звезды)
- медаль «За оборону Ленинграда»
- медаль «За оборону Сталинграда»

## Комментарии
1. ↑  В 1968 году в прощальном письме А. И. Солженицын писал: «…Автор „Рычагов“ навсегда останется в мировой литературе, те рычаги кое-что повернули…» — Береснева М. Александр Солженицын: «Автор „Рычагов“ навсегда останется в мировой литературе» // Красный Север : газета. — 2013. — 13 марта (№ 42). Архивировано 2 февраля 2017 года.